# بطولة العالم للدراجات على المضمار 1951
بطولة العالم للدراجات على المضمار 1951 هي الدورة ال48 من بطولة العالم للدراجات على المضمار، أجريت في ميلانو، إيطاليا.

## النتائج النهائية
| المسابقة                              | ذهبية                       | فضية                   | برونزية                    |
| ------------------------------------- | --------------------------- | ---------------------- | -------------------------- |
| السرعة الفردية                        | ريج هاريس (GBR)             | جاك بيلينجيه (FRA)     | سيد باترسون (AUS)          |
| سباق المطاردة الفردية                 | أنطونيو بيفيلاكوا (إيطاليا) | هوغو كوبلت (سويسرا)    | كاي فيرنر نيلسن (الدنمارك) |
| سباق مطاردة الدراجة النارية للمحترفين | يان برونك (دراج) (NED)      | Andreas Leliaert (BEL) | هنري يموان (FRA)           |